# Nicholsina collettei
Nicholsina collettei là một loài cá biển thuộc chi Nicholsina trong họ Cá mó. Loài này được mô tả lần đầu tiên vào năm 1968.

## Phân loại học
N. collettei trước đây từng được xem là một phân loài của Nicholsina usta, một loài ở bờ Tây Đại Tây Dương, nhưng dữ liệu phân tích cho thấy cả hai rất khác nhau về mặt di truyền, và N. collettei được xếp vào nhóm chị em với N. usta.

## Từ nguyên
Từ định danh của loài được đặt theo tên của Bruce Baden Collette, đồng nghiệp của tác giả Schultz tại Viện Smithsonian, là người đã thu thập mẫu định danh.

## Phạm vi phân bố và môi trường sống
N. collettei được ghi nhận ở Đông Đại Tây Dương, từ bờ biển Sénégal trải dài đến Cameroon, bao gồm đảo quốc São Tomé và Príncipe và đảo Annobón (Guinea Xích Đạo) ngoài khơi.
Môi trường sống phổ biến của N. collettei là trong các thảm cỏ biển hoặc nền đáy có tảo phát triển, được tìm thấy ở độ sâu khoảng từ 20 đến 50 m.

## Mô tả
N. collettei có chiều dài cơ thể tối đa được biết đến là 24 cm.